# Dorayaki

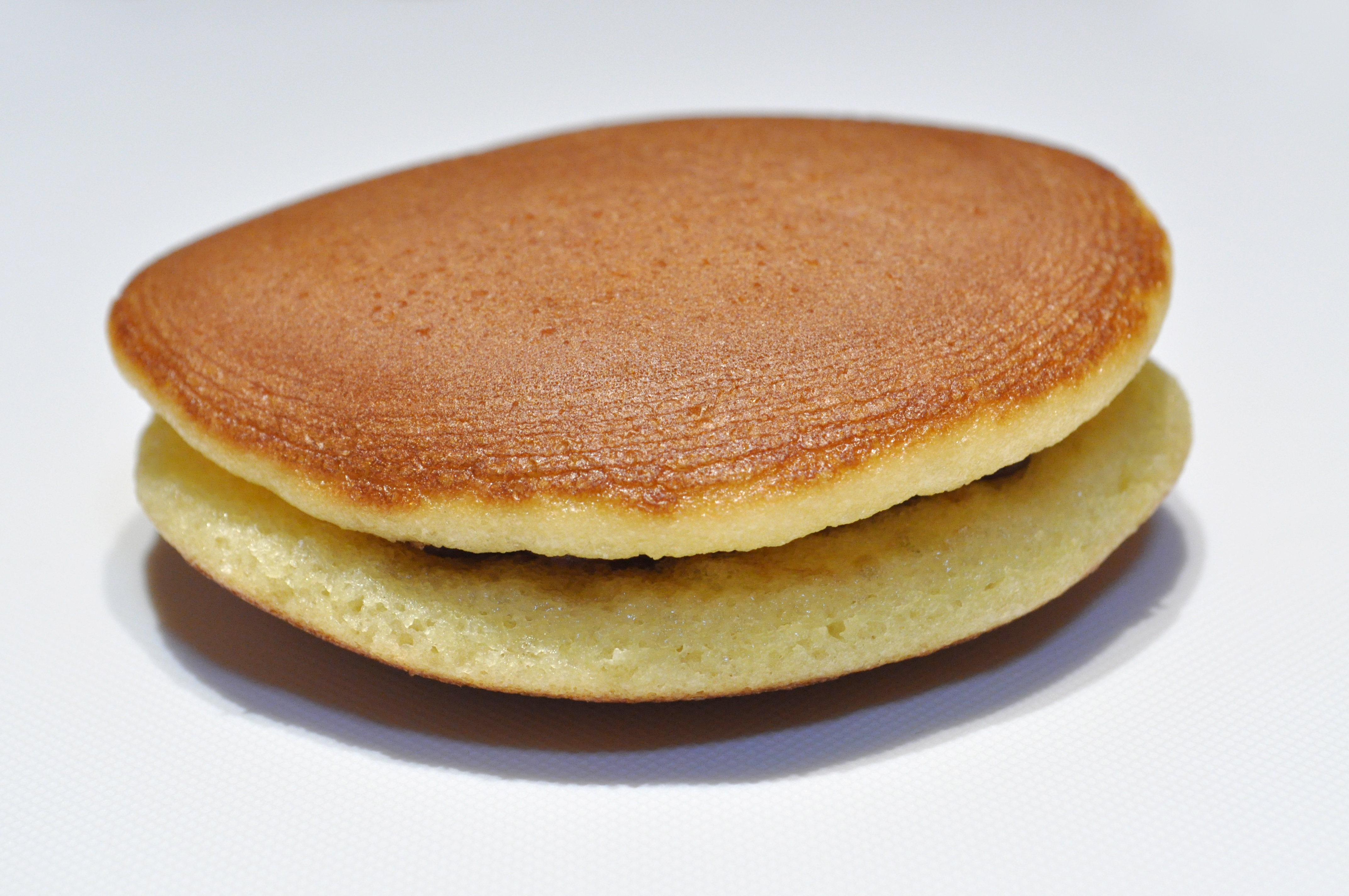
Dorayaki.

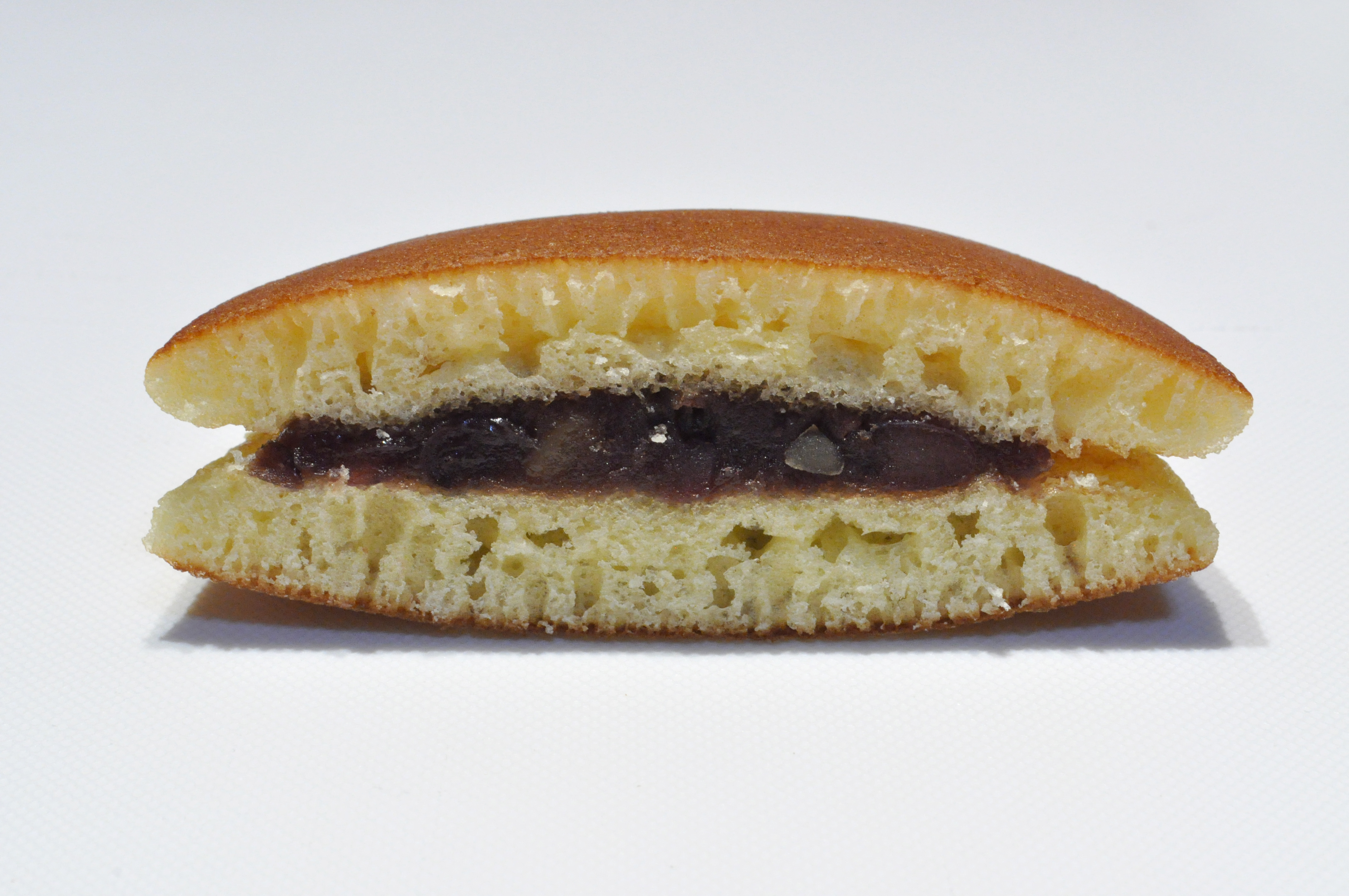
Dorayaki.

El dorayaki (どら焼き、銅鑼焼き?) es un tipo de dulce japonés que consiste en dos bizcochos de forma redonda (este tipo de pan se denomina kasutera) relleno de anko, que es una pasta de judías hecha con la variante de judías azuki.  
Originalmente solo tenía una capa, y la forma actual fue inventada en 1914 por Ueno Usagiya. 
En japonés, dora significa "gong", y este probablemente es el origen del nombre. Normalmente suelen ser de pasta de judía dulce pero también pueden ser de castaña. En algunas localidades de Japón en lugar del tradicional relleno de anko se pueden utilizar rellenos de mermelada, chocolate, o fruta troceada. Se prefiere comer junto con una bebida porque son secos; el complemento más usado es el té.
Una leyenda japonesa cuenta que el primer dorayaki se hizo cuando un samurái llamado Benkei se olvidó de su gong (dora) después de abandonar la casa de un campesino donde se escondía y el campesino posteriormente usó el gong para freír los buñuelos, de ahí el nombre dorayaki.

## En la cultura popular

### En el cine
En la película japonesa de 2015 de la directora Naomi Kawase, Una pastelería en Tokio, el argumento gira sobre una anciana que tiene una receta secreta sobre el relleno (anko) del dorayaki.

### En dibujos animados
En la serie de anime Doraemon, los dorayakis son el dulce favorito de Doraemon. Otro nombre que le da al dorayaki es DoraCake.